# Östringen
Östringen – miasto w Niemczech, w kraju związkowym Badenia-Wirtembergia, w rejencji Karlsruhe, w regionie Mittlerer Oberrhein, w powiecie Karlsruhe. Leży w Kraichgau, nad rzeką Katzenbach, ok. 33 km na północny wschód od Karlsruhe, przy drodze krajowej B292, i linii kolejowej Odenheim – Baden-Baden.